# Walter Trout
Walter Trout (* 6. března 1951, Ocean City, New Jersey, Spojené státy americké) je americký bluesový kytarista, zpěvák a skladatel. Svou kariéru zahájil koncem šedesátých let v různých skupinách v okolí svého rodiště. Později se přestěhoval do Los Angeles, kde vystupoval například s Percym Mayfieldem. Později se stal členem skupiny John Mayall & the Bluesbreakers a v roce 1989 založil svou vlastní skupinu nazvanou Walter Trout Band; později začal vydávat alba pod svým vlastním jménem. V roce 2014 se rapidně zhoršit stav jeho jater a nutně potřeboval jejich transplantaci. Zaplacení operace zajistili jeho fanoušci, kterým se přes internetové stránky YouCaring podařilo za jeden týden vybrat přes 130 000 dolarů. V roce 2014 vyšla jeho autobiografie nazvaná Rescued from Reality.

## Diskografie
Walter Trout Band
- 1990 Life in the Jungle
- 1990 Prisoner of a Dream
- 1992 Transition
- 1992 No More Fish Jokes
- 1994 Tellin' Stories
- 1995 Breaking The Rules
- 1997 Positively Beale St.

Walter Trout and the Free Radicals 
- 1998 Walter Trout
- 1999 Livin' Every Day
- 2000 Face the Music (Live on Tour)
- 2000 Live Trout

John Mayall's Bluesbreakers
- 1985 Behind the Iron Curtain (live in Hungary)
- 2004 Steppin' Out
- 1987 Chicago Line, reissues:
- 1994 Uncle John's Nickel Guitar
- 1999 Blues Power
- 2000 Blues Breaker
- 1988 The Power of the Blues
- 1993 New Bluesbreakers: The Blues Collection Vol. 8
- 2003 Blues Forever
- 1993 Life in the Jungle: Charly Blues Masterworks Vol. 4
- 2005 Rolling with the Blues
- 2006 The Private Collection

Walter Trout and the Radicals 
- 2001 Go The Distance
- 2003 Relentless
- 2005 Deep Trout: The Early Years of Walter Trout
- 2006 Full Circle
- 2007 Hardcore

Walter Trout
- 2008 The Outsider
- 2009 Unspoiled By Progress: 20 Years of Hardcore Blues
- 2010 Common Ground
- 2012 Blues for the Modern Daze
- 2014 The Blues Came Callin
- 2015 Battle Scars